# Glaresis cartwrighti
Glaresis cartwrighti är en skalbaggsart som beskrevs av Gordon 1970. Glaresis cartwrighti ingår i släktet Glaresis och familjen Glaresidae. Inga underarter finns listade i Catalogue of Life.